# Carine Quadros
Carine Quadros (Divinópolis, 1981. szeptember 27. –) brazil színész. 

## Élete és pályafutása
1995 óta aktív, szerepel filmekben, televíziós műsorokban és színdarabokban is.

## Filmjei
- 1999 - Boneca de Papel
- 1999 - O Homem Invisível
- 2000 - A Vida de Glauber Rocha
- 2001 - Focus
- 2002 - Divergências
- 2004 - Garotos da Cidade